# Mediană

Medianele și centrul de greutate al triunghiului

Mediana într-un triunghi este segmentul (ceviană) determinat de un vârf al triunghiului și mijlocul laturii opuse acestuia. Există trei mediane corespunzătoare celor trei laturi ale triunghiului. Acestea se intersectează într-un punct numit centrul de greutate al triunghiului.

## Proprietăți

### Concurența medianelor într-un triunghi
Toate cele trei mediane ale unui triunghi sunt concurente într-un punct G numit centru de greutate al acestuia. Centrul de greutate se găsește pe fiecare mediană la 1/3 de mijlocul laturii pe care cade mediana și 2/3 de vârful triunghiului din care pleacă mediana.

### Împărțirea egală a ariilor
Ca o consecință imediată a proprietății anterioare, rezultă că fiecare mediană împarte triunghiul în alte două triunghiuri de arii egale (echivalente). Toate cele trei mediane împart triunghiul în 6 triunghiuri mai mici având arii egale. 

#### Demonstrație directă

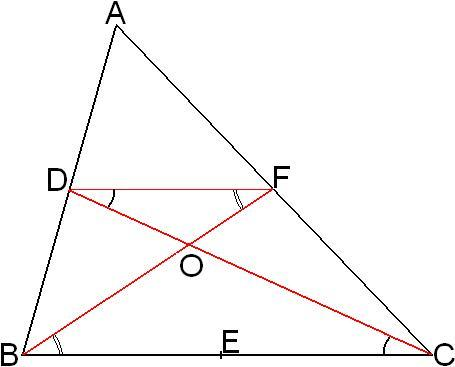

În figura alăturată se observă că {\displaystyle DF} este linia mijlocie a triunghiului :{\displaystyle ABC}, opusă laturii {\displaystyle BC}. Prin urmare, este paralelă cu {\displaystyle BC} și are lungimea egală cu {\displaystyle {\frac {BC}{2}}}. 
Deoarece BC || DF rezultă egalitatea unghiurilor: 
{\displaystyle OCB=ODF}
și
{\displaystyle OBC=OFD}
fiind alterne interne. Prin urmare, triunghiurile {\displaystyle \Delta OBC} și {\displaystyle \Delta OFD} sunt asemenea. Rezultă că
{\displaystyle {\frac {OF}{OB}}}={\displaystyle {\frac {OD}{OC}}}={\displaystyle {\frac {FD}{BC}}}={\displaystyle {\frac {1}{2}}}

#### Demonstrație prin teorema lui Ceva
Deoarece:
{\displaystyle {\frac {AF}{FC}}} = {\displaystyle {\frac {CE}{EB}}} = {\displaystyle {\frac {BD}{DA}}} = 1, rezultă că și :{\displaystyle {\frac {AF}{FC}}} . {\displaystyle {\frac {CE}{EB}}} . {\displaystyle {\frac {BD}{DA}}}=1. Deci, conform teoremei reciproce pentru teorema lui Ceva medianele sunt concurente.

### Lungimea medianei
Folosind teorema lui Stewart, lungimea medianei corespunzătoare laturii a este egală cu:
{\displaystyle m_{a}={\sqrt {\frac {2b^{2}+2c^{2}-a^{2}}{4}}}}.

### Alte proprietăți
- Într-un triunghi dreptunghic, mediana corespunzătoare ipotenuzei are o lungime egală cu jumătate din cea a ipotenuzei.
- Medianele unui triunghi dreptunghic având ipotenuza c satisfac proprietatea {\displaystyle m_{a}^{2}+m_{b}^{2}=5m_{c}^{2}.}
- Medianele corespunzătoare laturilor a și b sunt perpendiculare dacă și numai dacă {\displaystyle a^{2}+b^{2}=5c^{2}.}[4]
- Între lungimile laturilor unui triunghi și lungimile medianelor există relația:[5]

{\displaystyle {\tfrac {3}{4}}(a^{2}+b^{2}+c^{2})=m_{a}^{2}+m_{b}^{2}+m_{c}^{2}.}
- Aria unui triunghi oarecare, A, poate fi exprimată în funcție de lungimile medianelor ma, mb și mc și semisuma lungimilor medianelor respective σ = (ma + mb + mc)/2 astfel:[6]

{\displaystyle T={\frac {4}{3}}{\sqrt {\sigma (\sigma -m_{a})(\sigma -m_{b})(\sigma -m_{c})}}.}